# Comedy
Comedy è il secondo album ufficiale del cantautore britannico Black, pubblicato dall'etichetta discografica A&M nel 1988.
L'album, disponibile su long playing, musicassetta e compact disc (quest'ultima versione contiene due brani in più), è prodotto da Dave Dix e Robin Millar. I brani sono interamente composti dall'interprete.
Dal disco sono tratti tre singoli: The Big One, You're a Big Girl Now e Now You're Gone.

## Tracce

### Lato A
1. The Big One
2. I Can Laugh About It Now
3. Whatever People Say You Are
4. You're a Big Girl Now
5. Let Me Watch You Make Love

### Lato B
1. Hey, I Was Right You Were Wrong!
2. All We Need Is the Money
3. You Don't Always Do What's Best for You
4. Now You're Gone
5. No-One, None, Nothing

### Tracce aggiuntive CD
1. It's Not Over Yet
2. Paradise Lost